# Saerín
Saerín es un despoblado que actualmente forma parte del concejo de Amurrio, que está situado en el municipio de Amurrio, en la provincia de Álava, País Vasco (España).

## Historia
Documentado desde el siglo XV, era un coto redondo con casa-torre y ermita, situado a orillas del río Nervión, del que se desconoce cuándo se despobló.